# سرکوب سیاسی
سرکوب سیاسی آزار و اذیت یک فرد یا گروه در جامعه به دلایل سیاسی و به خصوص به منظور محدود کردن یا جلوگیری کردن توانایی آنها از داشتن  زندگی سیاسی یک جامعه به دلیل کاهش جایگاه آنها در میان سایر هموطنان خود است.